# Phùng Khắc Khoan
Phùng Khắc Khoan (1528-1613), connu sous le nom Trang Bung, est un stratège, politique, diplomate et poète vietnamien à l'époque de la dynastie Lê au XVIe siècle.
Phung Khac Khoan est à la tête d'une mission diplomatique envoyée dans la Chine des Ming, au cours de laquelle il participe à un colloque notable, mené en chinois, seule langue possible de communication entre eux, avec l'historien coréen Yi Su-gwang en 1597.

## Source de la traduction
- (en) Cet article est partiellement ou en totalité issu de l’article de Wikipédia en anglais intitulé « Phung Khac Khoan » (voir la liste des auteurs).